# MTV Video Music Award – teledysk męski
Poniższa lista przedstawia kolejnych zwycięzców nagrody MTV Video Music Awards w kategorii Best Male Video. W 2017 połączono ją z Best Female Video i utworzono nową kategorię pod nazwą Artist of the Year (Artysta roku).
| Rok  | Wykonawca                            | Piosenka                                                                         |
| ---- | ------------------------------------ | -------------------------------------------------------------------------------- |
| 1984 | David Bowie                          | China Girl                                                                       |
| 1985 | Bruce Springsteen                    | I'm on Fire                                                                      |
| 1986 | Robert Palmer                        | Addicted to Love                                                                 |
| 1987 | Peter Gabriel                        | Sledgehammer                                                                     |
| 1988 | Prince                               | U Got the Look                                                                   |
| 1989 | Elvis Costello                       | Veronica                                                                         |
| 1990 | Don Henley                           | The End of the Innocence                                                         |
| 1991 | Chris Isaak                          | Wicked Game (Concept)                                                            |
| 1992 | Eric Clapton                         | Tears in Heaven (Performance)                                                    |
| 1993 | Lenny Kravitz                        | Are You Gonna Go My Way?                                                         |
| 1994 | Tom Petty & the Heartbreakers        | Mary Jane’s Last Dance                                                           |
| 1995 | Tom Petty & the Heartbreakers        | You Don't Know How It Feels                                                      |
| 1996 | Beck                                 | Where It's At                                                                    |
| 1997 | Beck                                 | Devil's Haircut                                                                  |
| 1998 | Will Smith                           | Just the Two of Us                                                               |
| 1999 | Will Smith                           | Miami                                                                            |
| 2000 | Eminem                               | The Real Slim Shady                                                              |
| 2001 | Moby (wraz z Gwen Stefani)           | South Side                                                                       |
| 2002 | Eminem                               | Without Me                                                                       |
| 2003 | Justin Timberlake                    | Cry Me a River                                                                   |
| 2004 | Usher (feat. Lil Jon & Ludacris)     | Yeah                                                                             |
| 2005 | Kanye West                           | Jesus Walks                                                                      |
| 2006 | James Blunt                          | You're Beautiful                                                                 |
| 2007 | Justin Timberlake                    | My Love wraz z T.I. SexyBack wraz z Timbaland What Goes Around... (Comes Around) |
| 2008 | Chris Brown                          | With You                                                                         |
| 2009 | T.I. ft. Rihanna                     | Live Your Life                                                                   |
| 2010 | Eminem                               | Not Afraid                                                                       |
| 2011 | Justin Bieber                        | U Smile                                                                          |
| 2012 | Chris Brown                          | Turn Up the Music                                                                |
| 2013 | Bruno Mars                           | Locked Out of Heaven                                                             |
| 2014 | Ed Sheeran (feat. Pharrell Williams) | Sing                                                                             |
| 2015 | Mark Ronson (feat. Bruno Mars)       | Uptown Funk                                                                      |
| 2016 | Calvin Harris (feat. Rihanna)        | This Is What You Came For                                                        |